# エミリヤ・ニコロバ
エミリヤ・ニコロバ（Emilija Nikolova、1991年12月26日 - ）は、ブルガリアの女子バレーボール選手。ブルガリア代表。現姓はディミトロヴァ（Dimitrova）。

## 来歴
2008年、ブルガリア代表に初選出される。2010年のヨーロッパリーグで代表デビューし、銀メダルを獲得した。2012年からレギュラーに抜擢され、同年のロンドン五輪欧州大陸予選に出場した。
2013年のFIVBワールドグランプリでは初出場ながらも、日本、ブラジルを下す原動力となり9位となった。2014年9-10月の世界選手権に出場した。
2012-13シーズンからImoco Volleyに所属し、欧州チャンピオンズリーグなどで活躍。2015-16シーズンからPallavolo Scandicciに移籍した。
2016年9月、日本のVプレミアリーグ・NECレッドロケッツに移籍した。同シーズンのファイナルでは2試合ともにチームの最多得点をあげ、2季ぶりの優勝に貢献した。

## 球歴
- 世界選手権 - 2014年（11位）
- 欧州選手権 - 2011年（14位）、2013年（13位）
- ワールドグランプリ - 2013年（9位）
- ヨーロッパリーグ - 2010年（2位）、2011年（3位）、2012年（2位）

## 所属クラブ
- スラヴィア・ソフィア（2007-2009年）
- レフスキ・シコンコ・ソフィア（2009-2010年）
- 2004 トミス・コンスタンツァ（2010-2011年）
- Spes Volley Conegliano（2011-2012年）
- Yeşilyurt（2012年）
- Imoco Volley（2012-2015年）
- Pallavolo Scandicci（2015-2016年）
- NECレッドロケッツ（2016-2017年）
- ブルサ・ビュユクシェヒル・ベレディイェスポル（2017-2018年）
- CSMトゥルゴヴィシュテ（2018-2019年）
- PTTスポル・クリュビュ（2020-2022年）
- カザルマッジョーレ（2022-2023年）
- グランドラピッズ・ライズ（英語版）（2023年-）